# Jopie Huisman
Jotje (Jopie) Huisman (Workum, 18 oktober 1922 – Groningen, 29 september 2000) was een autodidacte Nederlandse kunstschilder en tekenaar.

## Leven
Huisman werd geboren als jongste van een gezin met zeven kinderen. Vanaf zijn jeugd tekende Huisman wat hij om zich heen zag en wat hem raakte. Op de ambachtsschool in Sneek haalde hij het diploma voor huisschilder en in 1939 wordt hij plateelschilder bij pottenbakkerij Aurora in Workum. In 1942 wordt hij bij een razzia opgepakt en tewerkgesteld in een werkkamp bij Kassel, maar in 1943 ontsnapt hij en duikt tot het einde van Tweede Wereldoorlog onder in Workum. Tot 1949 leidt hij een wat ongeregeld bestaan. Dan moet hij wegens tbc een half jaar in bed blijven. In 1949 of 1950 trouwt hij met Eelkje de Boer. Uit dat huwelijk worden van 1951 tot 1964 vier kinderen geboren.
Het aardewerkatelier dat Huisman in 1951 begint, gaat in 1953 failliet. Op aanraden van zijn broer Lieuwe begint hij met een handkar en een transportfiets een handel in lompen en metalen. In 1959 wordt hij vertegenwoordiger in de metaalhandel van zijn broer maar in 1963 hervat hij zijn vorige nering, nu in Herbaijum. In dat jaar exposeert hij ook zijn eerste schilderijen, bij Galerie De Blauwe Hand in Harlingen. In 1973 scheidt Jopie van Eelkje. Hij stort zich op zijn schilderwerk. Omstreeks 1974 wordt een hartkwaal vastgesteld. Nadat in 1984 drie van zijn schilderijen worden gestolen uit een expositie in Nuenen wil hij zijn werk niet meer laten rondreizen. Dat het werk daardoor nauwelijks nog te zien is, vormt later de aanleiding tot de oprichting van het Jopie Huisman Museum. In 1976 hertrouwt Huisman met Ietje Magré.
Over het schilderij Broek van een koemelker uit de periode rond de scheiding van zijn vrouw zegt Jopie Huisman: 
In 1973 raakte ik plotseling in grote privé-problemen. Ik was helemaal op mezelf teruggeworpen. Toen vond ik tussen de rommel een oude broek. Een afgetobde, tachtig keer verstelde, smerige melkersbroek. Ik zag mezelf daarin: een heel grote verlatenheid. Ik heb hem meegenomen en geschilderd. Ook omdat andere mensen herkenden wat ik geschilderd had, is het mijn redding geweest. Eigenlijk is het een zelfportret.

## Museum

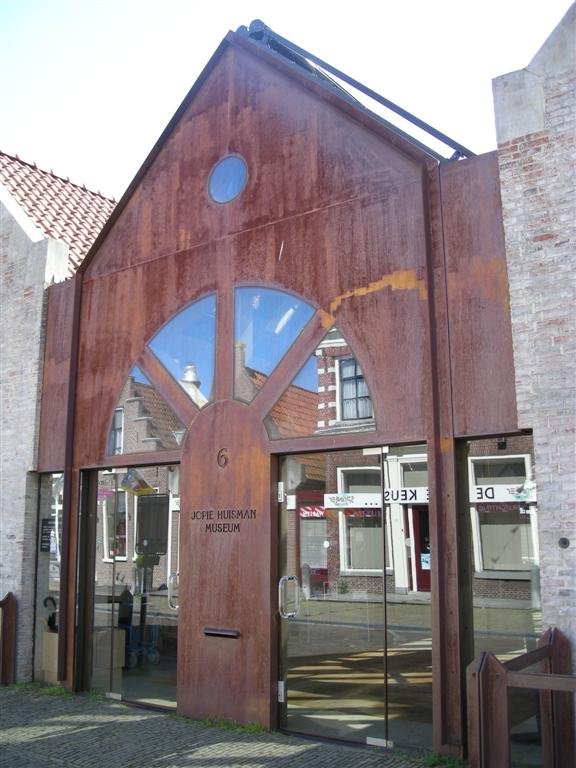
Museum in Workum

Op 23 juli 1985 wordt de Stichting Jopie Huisman Museum opgericht en een jaar later, op 18 maart, de Vriendenkring  Jopie Huisman Museum. Op 11 april 1986 opent het eerste Jopie Huisman Museum, in het Sleeswijckhuys aan het Noard in Workum. Dat blijkt al gauw te klein voor de toeloop en op 29 februari 1992 wordt ertegenover het nieuw gebouwde museum geopend.

## Werk
Huisman bewaarde schoenen, gewichten, vodden, poppen, kortom alles wat hem op één of andere manier aansprak. Hij schilderde dat minutieus na, soms bijna als een fijnschilder. Toen zijn handel in dergelijke spullen goed begon te lopen, was er geen financiële noodzaak meer tot verkoop, maar voor 1974 verkocht hij zijn werk wel, of ruilde het voor een pak paling. Van dit werk is een deel in de handel gekomen. Later verkocht hij geen schilderijen meer, maar gaf ze weg aan vrienden en aan mensen die het volgens hem verdienden. Sinds 1986 zijn de schilderijen te zien in het Jopie Huisman Museum. Vanaf de jaren negentig werd, mede door Huismans hartproblemen, het minutieuze werken te inspannend en ging hij over op ingekleurde pentekeningen en aquarel. Huisman schilderde zijn laatste doek in maart 2000. Deze kleine aquarel werd in 2010 gevonden in zijn geboortehuis aan de Trekweg.
Huisman stond ook bekend om smakelijke en soms aangedikte anekdotes, waarvan hij er enkele opschreef. Die zijn in 2011 gebundeld in het boekje Jopie de Verteller.